# Heinrich Rieter (Maler)

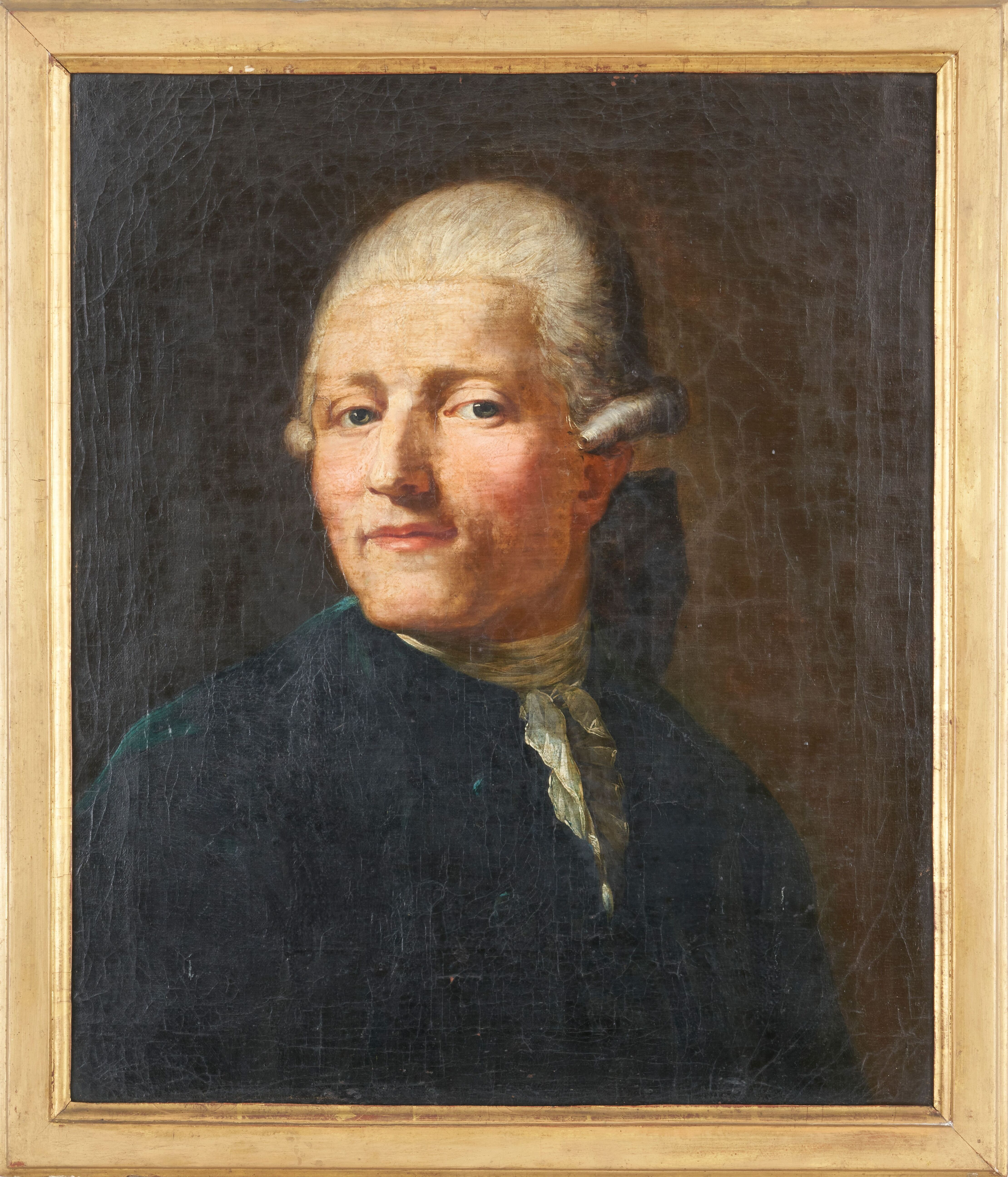
Selbstbildnis

Heinrich Rieter (* 15. September 1751 in Winterthur; † 10. Juni 1818 in Bern) war ein Schweizer Maler.

## Leben
Heinrich Rieter liess sich in Winterthur bei Johann Ulrich Schellenberg zum Maler ausbilden. 1771 reiste er nach Dresden zu Anton Graff, der ihn weiter ausbildete. 1777 liess er sich in Bern nieder, wurde Mitglied der dortigen Künstlergesellschaft. Rieter wurde Gehilfe und später Mitarbeiter bei Johann Ludwig Aberli. Nach dessen Ableben übernahm er 1786 dessen druckgrafische Werkstatt. In Bern war er mit Balthasar Anton Dunker, Sigmund Freudenberger und Johann Valentin Sonnenschein befreundet. 1780 begann er seine Tätigkeit als Zeichenlehrer an der öffentlichen Schule in Bern. 1787 heiratete er Katharina Sutermeister aus Zofingen. 
Seine Werke befinden sich grösstenteils in Privatbesitz.

## Literatur

Unterer Reichenbachfall (1801)